# Shashi Isaac
Shashi Isaac (* 4. April 1982 in Basseterre) ist ein Fußballspieler von St. Kitts und Nevis.

## Karriere

### Klub
Er spielt seit der Saison 1999/2000 ununterbrochen beim Newtown United FC.

### Nationalmannschaft
Seinen ersten Einsatz für die Nationalmannschaft von St. Kitts und Nevis erhielt er am 18. März 2000 in einem 8:0-Sieg im Qualifikationsspiel für die Weltmeisterschaft 2002 gegen die Mannschaft der Turks- und Caicosinseln über die kompletten 90 Minuten. Bis zu seinem letzten Spiel am 26. Oktober 2010 gegen Puerto Rico hatte er immer wieder Einsätze und längere Pausen.